# Pays de Gédaïque
Le pays de Gédaïque est une région naturelle du sud-est de la province canadienne du Nouveau-Brunswick.

## Toponyme
Le nom Gédaïque est d'origine micmaque. Le nom est surtout utilisé dans un contexte historique, ou on le remplace par d'autres noms comme Kent ou Kent-Sud. La région est souvent incluse dans le Beaubassin, nom qui s'applique de nos jours au sud de Gédaïque et au pays de Cap-Pelé.

## Géographie

### Situation et limites
Le pays de Gédaïque forme grossièrement un rectangle au sud-est du comté de Kent et une petite partie du comté de Westmorland. Il est brodé à l'est par le détroit de Northumberland et comprend le littoral entre Cap-Lumière au nord et Shédiac au sud. La définition de la région dépend en fait des auteurs, certains tenant seulement compte du secteur le plus au sud, entre Grande-Digue et Shédiac. Dans sa définition la plus vaste, le pays de Gédaïque est limitrophe du pays de Kouchibouguac au nord, du pays de Cap-Pelé au sud-est et des Trois-Rivières au sud-ouest. Une vaste forêt s'étend à l'ouest.
La ville la plus au nord est Bouctouche, tandis que l'extrémité sud-est est occupée par l'agglomération de Shédiac. Voici la liste complète des municipalités, réserves indiennes et DSL comprises dans le territoire : Bouctouche, Bouctouche 16, Cap-de-Shédiac, Cocagne, Dundas, Grande-Digue, Pont-de-Shédiac–Rivière-Shédiac, Sainte-Anne-de-Kent, Saint-Antoine, Grand-Saint-Antoine, Sainte-Marie, Shédiac, Paroisse de Shédiac et Wellington.

### Topographie

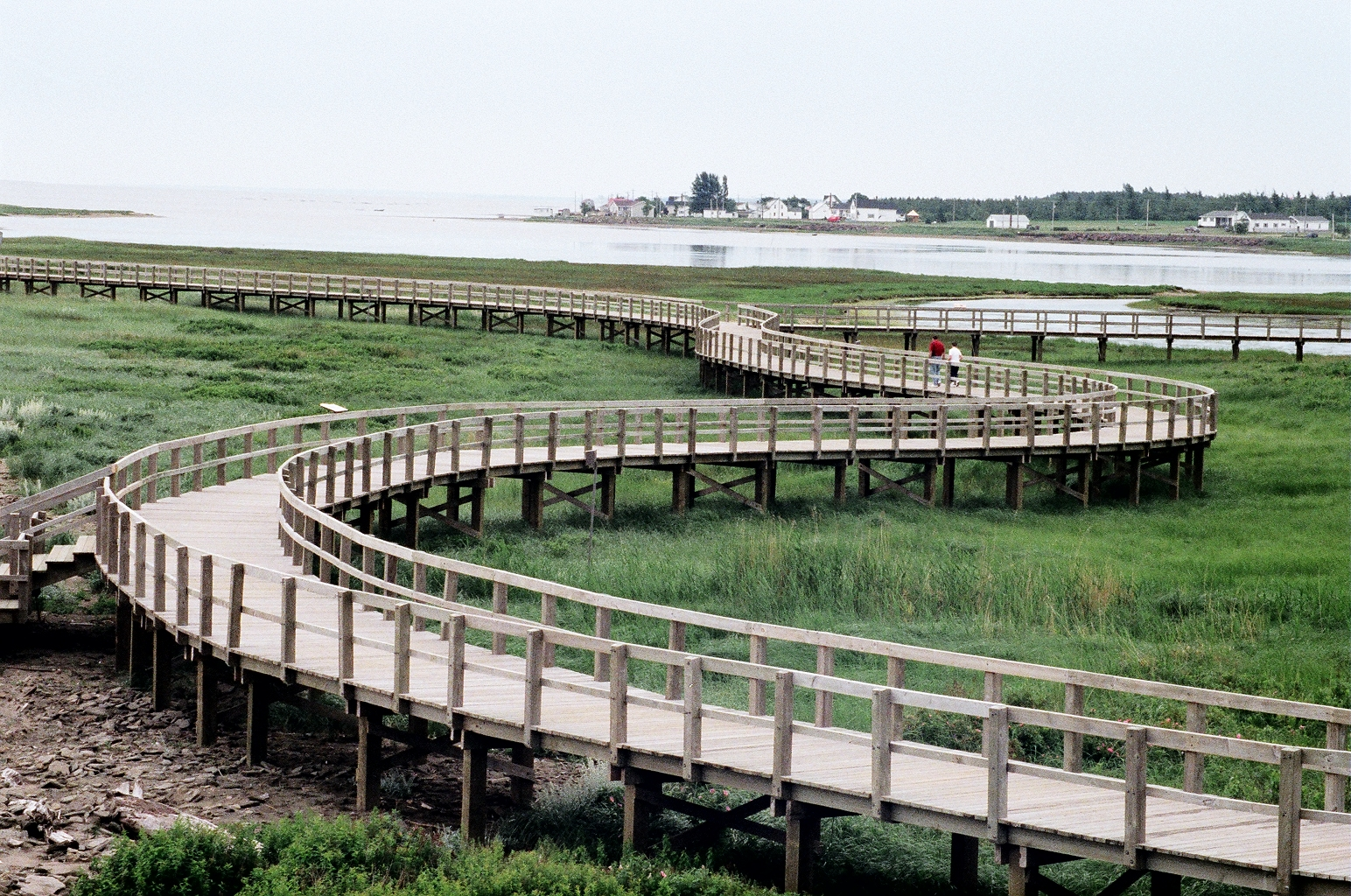
La dune de Bouctouche.

Le pays de Gédaïque est une vaste plaine dont l'altitude s'élève doucement.
Le pays de Gédaïque est traversé par des rivières coulant généralement en direction ouest-est. Les vallées sont si larges qu'elles atteignent généralement moins de 25 mètres de profondeur à l'embouchure.
Le sous-sol est constitué essentiellement de conglomérat, d'argilite et grès gris et rouge du Pennsylvanien.
Un autre élément caractéristique de la région sont les plages et dunes. Celle de Bouctouche, avec ses 12 kilomètres de long, est l'une des plus importantes de la côte est de l'Amérique du Nord.

### Milieu naturel
Le pays de Gédaïque fait partie de l'écorégion des basses terres de l'est, plus précisément de l'écodistrict de Kouchibouguac, qui comprend une région plus vaste s'étendant de la baie de Miramichi au cap Tourmentin.

## Histoire

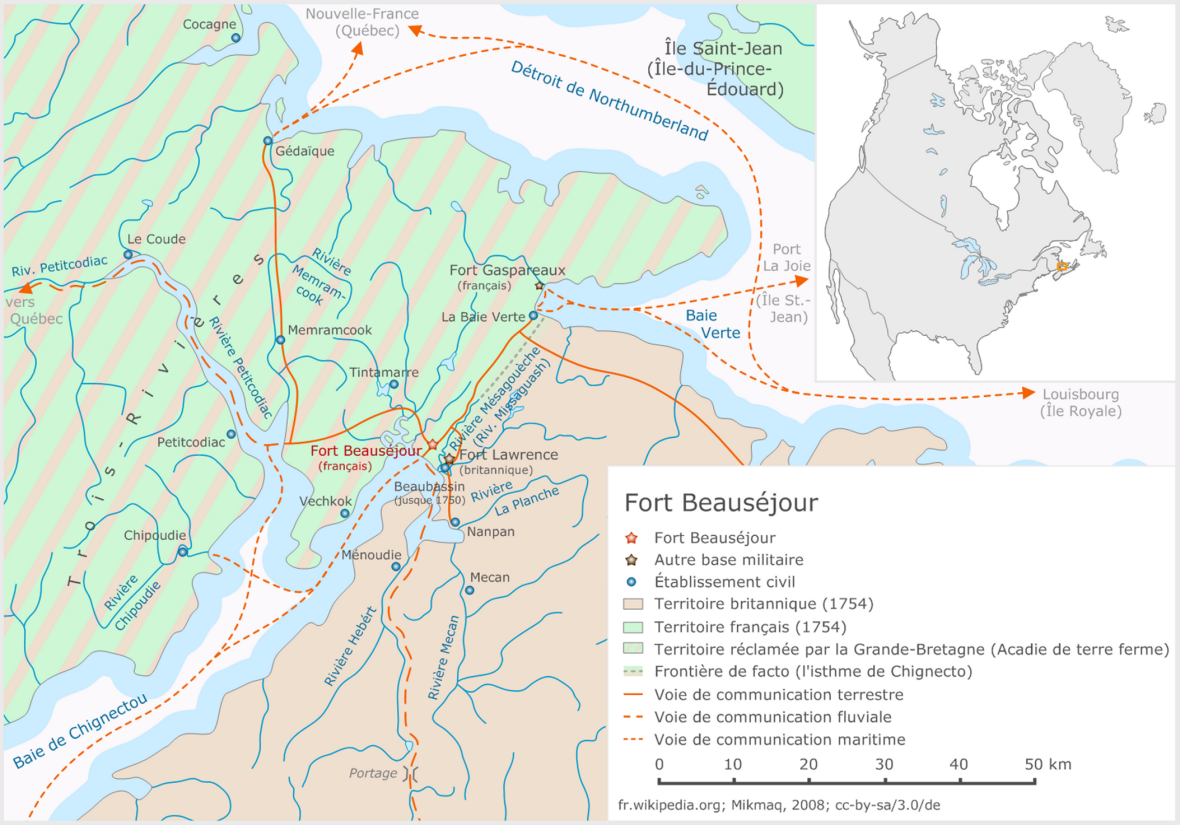
Situation politique au XVIIIe siècle.

Le pays de Gédaïque est situé en plein milieu du district micmac de Sigenigteoag. Établis à partir du IIe millénaire av. J.-C., ceux-ci possédaient plusieurs villages et lieux de sépultures importants aux embouchures des rivières Scoudouc, Bouctouche, Black et Aldouane ainsi que sur l'île de Shédiac. Les Micmacs vivaient surtout aux embouchures des rivières afin de profiter des ressources marines importante, s'aventurant dans la forêt que pour de courtes expéditions de chasse hivernale. La région fut l'une des premières de la province à être colonisée par les Européens. Parmi les premiers villages fondés par les Acadiens figurent Gédaïque, aujourd'hui Grande-Digue, et Cocagne. Gédaïque avait une importance stratégique, car un petit port et l'une des seules routes de l'Acadie la reliait à Memramcook puis au fort Beauséjour. En 1756, lors de la Déportation des Acadiens, de nombreuses familles se sont réfugiées à Cocagne. Un an plus tard, plusieurs s'établirent plus au nord, vers le fleuve Miramichi, tandis que les autres furent déportés par les Britanniques. La proclamation royale permit aux Acadiens de revenir s'établir et ils furent rejoints par des immigrants britanniques. Plusieurs villages furent rétablis durant les décennies suivantes tandis que Bouctouche et Shédiac sont fondés. L'exploitation forestière se développa après 1800, facilitée par les larges rivières. Au milieu du siècle, les villages comptaient des scieries, des chantiers navals et un secteur agricole actif. En 1860, la ligne Saint-jean–Pointe-du-Chêne du Chemin de fer Eurpean & North American fut achevée, reliant la région à de nouveau marchés. Le chemin de fer Intercolonial, construit dans la forêt à l'ouest, ne profita pas réellement à la région[réf. souhaitée].

## Économie
L'économie du pays de Gédaïque est dominée par l'agriculture et l'exploitation forestière, secondés par le tourisme, la pêche et l'extraction de la tourbe.

## Transport
La plus importante artère de l'est de la province, la route 11, dessert toutes les communautés. Elle relie Shédiac au Québec et communique avec la route 15, qui permet d'accéder facilement à Moncton, au sud de la province et à l'Île-du-Prince-Édouard.
Il n'y a plus d'infrastructures ferroviaires dans le pays de Gédaïque tandis que les ports n'ont plus de statut commercial.
Non loin au sud, le Grand Moncton dispose d'une gare et d'un aéroport international.

## Le pays de Gédaïque dans les arts
Antonine Maillet a immortalisé le paysage et les peuples de la région. Le Pays de la Sagouine, à Bouctouche, donne vie à ses œuvres.

## Personnalités
- Antonine Maillet
- Gérald Leblanc
- Kenneth Colin Irving